# Otto Fräßdorf
Otto Fräßdorf (Magdeburgo, 3 febbraio 1942) è un ex calciatore tedesco orientale dal 1990 tedesco, di ruolo difensore.